# Брадати гуан
Брадати гуан (лат. Penelope barbata) је врста птице из рода Penelope, породице Cracidae. Живи у Еквадору и Перуу. Природна станишта су јој тропске и суптропске влажне планинске шуме. Угрожена је губитком станишта.